# 烟墩山遗址
烟墩山遗址位于中国安徽省马鞍山市雨山区九华路中段（原佳山乡平山行政村烟墩山自然村），为一处自新石器时代晚期至西周时期的聚落遗址，遗迹面积3万平方米。该遗址发现于1984年，2003年因建设九华路而进行局部抢救性发掘，清理出新石器时代晚期和西周时期的墓葬各9座，以及多处房基、灶台、灰坑和红烧土壕沟遗址，出土文物包括石器、玉器、陶器和青铜器等约400余件。目前马鞍山市政府拟在其周围建设遗址公园，以进行保护和开发利用。